# 丘修三
丘 修三（おか しゅうぞう、1941年4月5日 - ）は、日本の児童文学作家。日本児童文学者協会元理事長。本名・渋江 孝夫（しぶえ たかお）。ペンネームは「（この世の中、どこかが）おかしいぞ」をもじったものである。

## 来歴・人物
熊本県生まれ。東京学芸大学教育学部および東京教育大学教育学部卒業。障害児教育を専攻。
卒業後の1955年から1982年頃に腎臓病を患い退職するまで、養護学校で教諭として勤務した。退職後、治療生活の最中に偶々読んだ灰谷健次郎の『兎の眼』に触発され、創作活動を始める。当初は本名名義で執筆したが、『ぼくのお姉さん』の執筆に当たり現在の名義に変更した。
1987年『ぼくのお姉さん』で日本児童文学者協会新人賞、坪田譲治文学賞、新美南吉文学賞、1993年『少年の日々』で小学館文学賞、2001年『口で歩く』で産経児童出版文化賞ニッポン放送賞受賞。
「子どもの本・九条の会」代表団員を務めている。

## 著書
- 『ケンと健一』（渋江孝夫名義、晩成書房） 1983.8
- 『ぼくのお姉さん』（偕成社） 1986.12、のち文庫
- 『風に吹かれて』（偕成社） 1988.12
- 『きえたライオン』（新学社・全家研） 1989.4
- 『月夜にきえた少年』（偕成社） 1989.11
- 『アオバナ追跡ごっこ』（小峰書店、赤い鳥文庫） 1989.11
- 『ぼくらの竹やぶ2億円事件』（偕成社） 1990.3
- 『もう、なかない』（教育画劇） 1990.12
- 『みんなでこっそり食べようよ』（偕成社） 1991.2
- 『がんばれ! 金子くん』（佼成出版社） 1991.2
- 『黒い小屋のひみつ』（岩崎書店） 1991.3
- 『夕日の三・三・七びょうし』（草土文化） 1991.4
- 『夏の記憶』（汐文社） 1992.2
- 『おかえり春子』（子ども書房） 1992.4
- 『ショート・ストーリーズ』（文渓堂） 1992.4
- 『少年の日々』（偕成社） 1992.6
- 『あんちゃんが行く』（岩崎書店） 1992.12
- 『ごめんねモモ子』（佼成出版社） 1993.6

『なくなよモモ子』（佼成出版社） 1995.2
『がんばれモモ子』（佼成出版社） 1996.3
- 『ワンピース戦争』（童心社） 1993.7
- 『にくいゴリラをやっつけろ』（汐文社） 1994.10
- 『よか、よか、プーすけ』（汐文社） 1995.2
- 『神々の住む深い森の中で』（フレーベル館） 1995.3
- 『ほいくえんのいちにち』（佼成出版社） 1995.10
- 『福の神になった少年 仙台四郎の物語』（佼成出版社） 1997.1
- 『紅鯉』（岩崎書店） 1997.4
- 『海をかえして!』（童心社） 1997.8
- 『ぼくのじんせい シゲルの場合』（ポプラ社） 1997.12
- 『だいだいだいだいだいっきらーい』（佼成出版社） 1998.9
- 『星はスバル』（汐文社） 1998.11
- 『チエと和男』（国土社） 1998.11
- 『口で歩く』（小峰書店） 2000.10
- 『お父さんのハト』（汐文社） 2000.12
- 『けやきの森の物語』（小峰書店） 2002.11
- 『たんぽぽ』（小峰書店） 2003.12
- 『いちねんせいのいちにち』（佼成出版社） 2004.3
- 『ようちえんのいちにち』（佼成出版社） 2005.1
- 『みつばち』（くもん出版） 2005.9
- 『ウソがいっぱい』（くもん出版） 2006.4
- 『車いすのカーくん、海にもぐる 障害者ダイビングの世界』（佼成出版社） 2006.6
- 『いちねんせいのがっこうたんけん』（佼成出版社） 2008.3
- 『のんきな父さん』（小峰書店） 2008.11
- 『いちねんせいのはる・なつ・あき・ふゆ』（佼成出版社） 2009.2
- 『ようちえんのはる・なつ・あき・ふゆ』（佼成出版社） 2010.2
- 『ブンタとタロキチ』（文研出版） 2010